# Wojna (film 1994)
Wojna (ang. The War) – amerykański dramat filmowy z 1994 roku. Jego akcja rozgrywa się w dolinie rzeki Missisipi w latach 70. Zdjęcia powstawały w Beaufort (Karolina Południowa), Coweta County oraz Tate (Georgia). W Polsce film pojawił się na DVD pod koniec 2004 roku w serii Super DVD.

## Opis fabuły
Stephen Simmons, weteran wojny w Wietnamie, powraca do rodzinnego domu. Aby utrzymać rodzinę zatrudnia się w kopalni. Natomiast jego dzieci, Stu i Lidia, pogłębiają kontakt z dziećmi właściciela złomu, Lipnickimi. Wkrótce dochodzi do tragedii w kopalni i Stephen, ratując życie przyjaciela górnika, sam ponosi ciężkie rany.

## Obsada
- Elijah Wood - Stu Simmons
- Kevin Costner - Stephen Simmons
- Lexi Faith Randall - Lidia Simmons
- Mare Winningham - Lois Simmons
- Leon Sills - Leo Lipnicki
- Lucas Black - Ebb Lipnicki
- LaToya Chisholm - Elvadine